# Molo v Blankenberge
Molo v Blankenberge je molo a vlámská národní památka v belgickém městě Blankenberge. Bylo postaveno v roce 1933 podle návrhu architekta Julese Soeteho. Je vyrobena z betonu a vyčnívá 350 metrů do Severního moře. Molo v Blankenberge bylo prvním molem na atlantickém pobřeží kontinentální Evropy.

## Historie

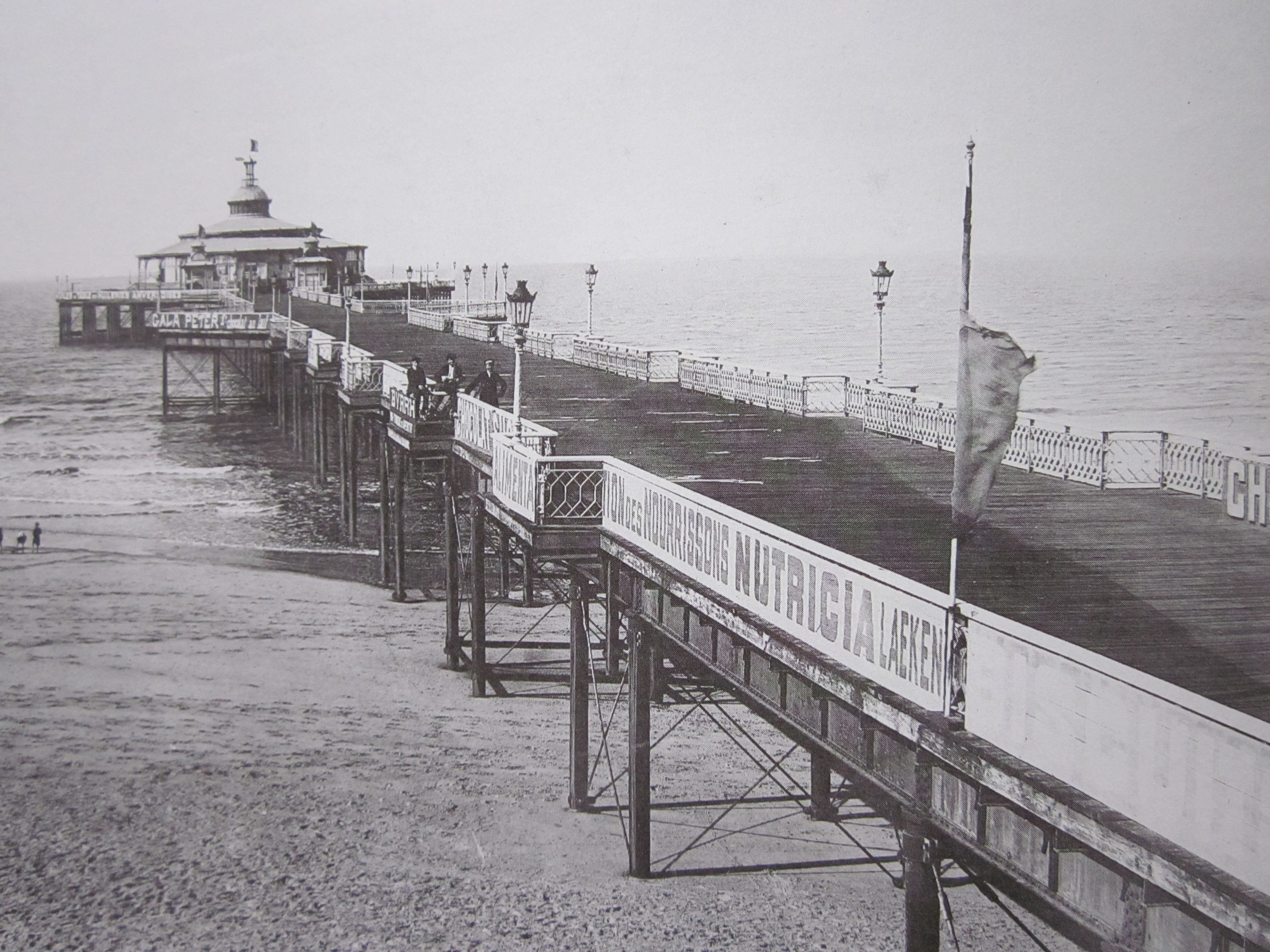
Původní stavba v roce 1906

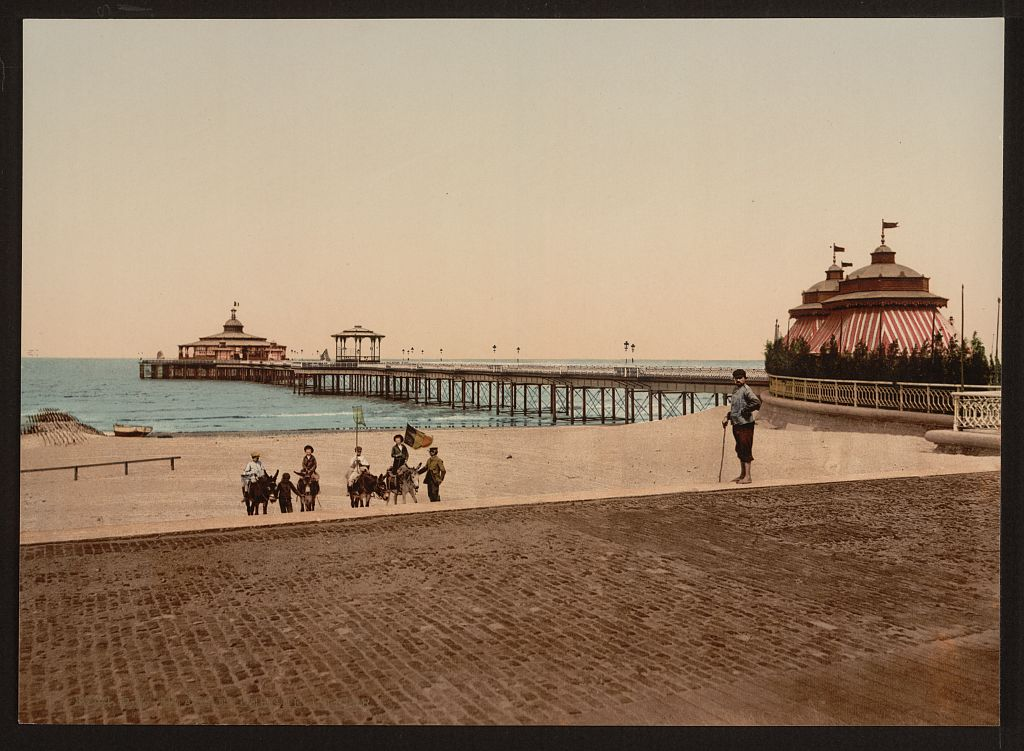
Původní stavba

V roce 1873 předložil Londýňan John Hendrey městu Blankenberge první návrh na vybudování mola v blízkosti Kerkstraatu. Městská rada to odmítla, protože hrozilo, že centrální implantace rozdělí přímořské letovisko. Návrhy z let 1881 (Tackels) a 1883 (James Brunlees) byly rovněž zamítnuty.

### První stavba (1894-1914)
Inženýr E. Wyhowski a architekt E. Hellemans vypracovali v roce 1888 návrh mola na východní straně pláže. Tentokrát město Blankenberge souhlasilo. V únoru 1894 se stavitel Monnoyer pustil do práce a již v neděli 12. srpna 1894 se po litinovém molu v secesním stylu prošli první návštěvníci. Osmiboká plošina na konci nesla elegantní pavilon ze skla a kovu.
Molo se ukázalo být velkou atrakcí, ale vydrželo pouze 20 let. Dne 15. října 1914 ji němečtí okupanti zapálili. Zničení bylo prezentováno jako obranné opatření.

### Druhá stavba (1933)
Po první světové válce hledala městská rada Blankenberge řešení pro ošklivý skelet zničeného mola. Stavbu koupili od bývalého majitele za 435 000 franků a kompenzace ve výši 900 000 franků umožnila vypracovat plány na výstavbu nového mola. V roce 1930 se město rozhodlo postavit nové molo samo. Ředitel mostů a silnic Jules Soete za asistence profesora G. Magnela a gentského architekta A. Bouqueta vypracoval návrh mola ve stylu art deco. Oficiální otevření se konalo 9. července 1933.

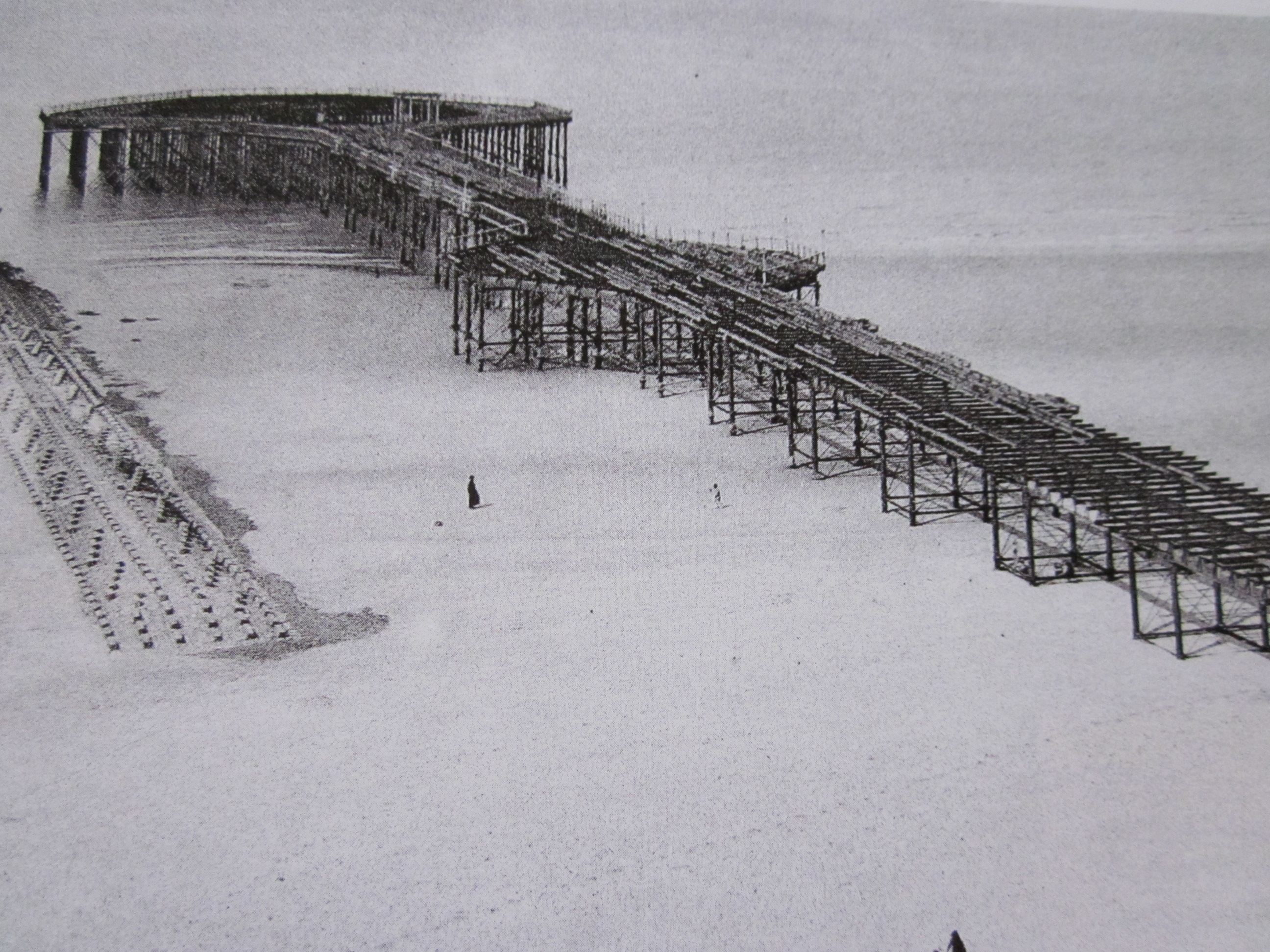
Skelet mola po první světové válce

První čtyři roky sídlil na molu zábavní park Luna Staar. Od roku 1938 přešla koncese do rukou G. Mathoneta a L. Van Bladera, ale vypuknutí druhé světové války byl provoz přerušen. Během německé okupace Belgie byly na konci mola rozmístěny německé jednotky. V roce 1943 německý seržant Karl-Heinz Keseberg ignoroval rozkaz svých nadřízených molo zničit. Mezi Kesebergem a radnicí města tak přetrvávalo přátelské pouto, v roce 1994 byl dokonce vyznamenán a při slavnostním znovuotevření v roce 2003 odpaloval ohňostroj.
V letech 1999 až 2003 bylo molo po zjištění hniloby betonu rozsáhle renovováno. V rámci renovace byla ve vodě vybudována další patra, což nezlepšilo stabilitu ani průhlednost konstrukce. Renovace stála cca 4,9 milionu euro. V roce 2004 bylo molo chráněno jako památka. Z mola se stal zábavní komplex s několika restauracemi, sálem a výstavními prostory.
Do roku 2025 by měla být stavba zrenovována do původního stavu z roku 1933.